# Houwan Shuiku
Houwan Shuiku är en reservoar i Kina. Den ligger i provinsen Shanxi, i den norra delen av landet, omkring 150 kilometer söder om provinshuvudstaden Taiyuan. Houwan Shuiku ligger 912 meter över havet. Arean är 5,1 kvadratkilometer. Trakten runt Houwan Shuiku består till största delen av jordbruksmark. Den sträcker sig 5,5 kilometer i nord-sydlig riktning, och 4,3 kilometer i öst-västlig riktning.
Genomsnittlig årsnederbörd är 715 millimeter. Den regnigaste månaden är juli, med i genomsnitt 236 mm nederbörd, och den torraste är december, med 4 mm nederbörd.